# Palácio dos Capitães-Generais (Cuba)
O Palácio dos Capitães-Gerais, atual Museu da Cidade, localiza-se em na área histórica de Havana. Ocupa um quarteirão inteiro e é considerada a obra arquitetônica mais importante de todo o desenvolvimento barroco em Cuba. O palácio foi construído no local onde se localizava a antiga Catedral de Havana. Sua construção começou no ano de 1776. Foi a sede de 65 capitães generais espanhóis para governar Cuba, bem como o complexo de administrador dos Estados Unidos durante seu governo militar de 1898 a 1902. Serviu também, durante a República, como palácio presidencial até 1920. No seu pátio interior encontra-se uma estátua de Cristóvão Colombo, colocada neste local em 1862. Essa construção também serviu como sede da prefeitura e prisão, além de abrigar vários escritórios do governo.

## Histórico

### Capitania Geral
No local onde hoje se encontra o palácio, foi erguido em 1574 um pequeno templo católico, feito de azulejos e pedras, sendo que, segundo alguns historiadores afirmam, esta igreja foi incendiada pelo pirata Jacques de Sores em 1555. Esta igreja ficou conhecida na época como Parroquial Mayor. Em 1741 foi seriamente danificada pela explosão do navio Santa Bárbara, que estava atracado no porto vizinho de Havana. Os danos foram tantos que a igreja teve que ser demolida e foi transferida para a área conhecida como La Plazuela de la Ciénaga, propriedade da Companhia de Jesus.

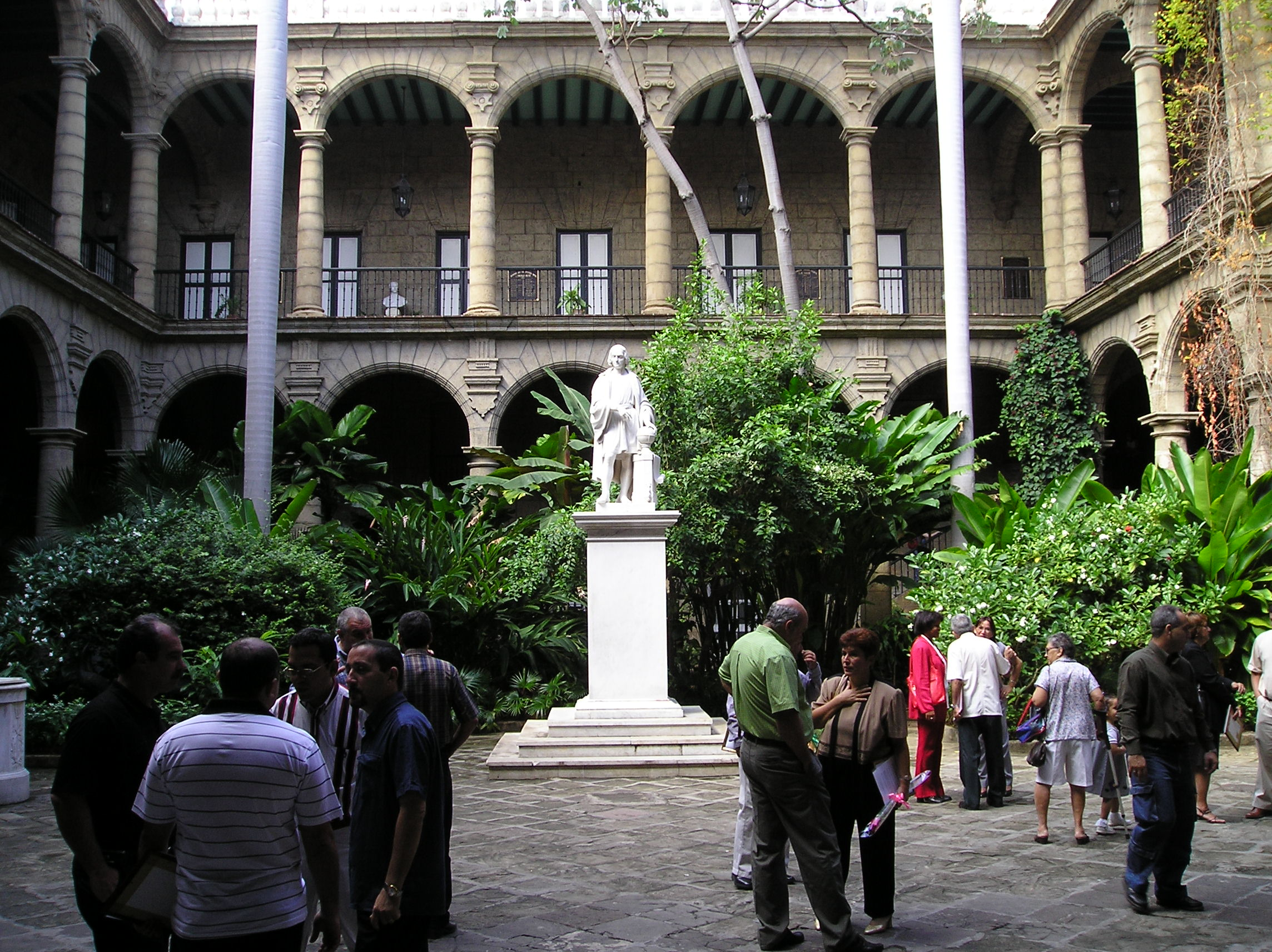
Estátua de Cristóvão Colombo no pátio central.

No tempo do Marquês de la Torre, a construção da Casa do Governo começou em 1776 sobre os escombros do edifício, que foi concluído em 1792, sob o governo de Don Luis de las Casas, tornando-se a residência oficial dos governadores coloniais da ilha.
Além da Capitania Geral, o prédio abrigava outros departamentos estaduais e privados. O piso superior com vista para a Plaza de Armas, era ocupado pelo Gabinete do Governador, no qual se avista a Calle Obispo, uma das ruas mais famosas e movimentadas de Havana, onde se situavam os gabinetes da Câmara Municipal. A ala norte, com vista para a Rua dos Mercaderes, era destinada à prisão pública, sendo essa área posteriormente utilizada pela Corte Real, realizando diversos congressos, com fortes debates das instituições crioulas como as Sociedades Económicas de Amigos do País ou a Junta de Desenvolvimento.

### República
Quando a dominação colonial espanhola terminou em 1898, foi a sede do governo interventor dos norte-americanos. Com a chegada da República, tornou-se a sede presidencial até a chegada de Mario García Menocal, que transferiu a sede do governo para uma nova localização, no que é hoje o Museu da Revolução. Com isso, o palácio foi destinado à Prefeitura de Havana.

### Revolução
Quando a Revolução Cubana triunfou em 1959, a prefeitura mudou sua sede e mudou-se para a chamada Casa de los Alcaldes. Em 11 de dezembro de 1967, foi criado neste local o Museu da Cidade, deslocando-se para ele inúmeras coleções artísticas de marcante valor cultural e histórico.
A história nacional de Cuba se reflete nas diferentes salas de exposição. O Salão das Bandeiras exibe as bandeiras nacionais mais importantes da guerra da independência, e aquelas que presidiram numerosos atos dos clubes cubanos exilados em Tampa e Key West, entre eles a trazida por Narciso López em 1850 ou a de Carlos Manuel de Céspedes, considerado o pai da Nação Cubana.
Algumas salas foram utilizadas para mostrar a decoração colonial do palácio, com peças de alto valor. Um exemplo eloquente é a chamada Sala Branca que possui luxuosos espelhos venezianos. O espaço mais visitado do museu é a Sala do Trono, construída à imitação do grande salão do Palácio Real de Madrid, com exposições de joias e louças pertencentes a inúmeras figuras históricas como a czarina russa Catarina, a grande ou o pintor espanhol Frederico de Madrazo.